# Alytes dickhilleni
Alytes dickhilleni е вид земноводно от семейство Кръглоезични (Alytidae). Видът е световно застрашен, със статут Уязвим.

## Разпространение
Разпространен е в Испания.

## Описание
Популацията им е намаляваща.